# Jean-Marie Querville
Pour les articles homonymes, voir Querville.
Jean-Marie Querville, né en janvier 1903 à Tours, mort en décembre 1967 à Blois, est un officier de la Marine nationale française des Forces navales françaises libres, Compagnon de la Libération. Amiral, il est devenu commandant en chef des Forces maritimes françaises en Méditerranée, préfet maritime, inspecteur général de la Marine.

## Biographie
Fils d'architecte, Jean-Marie Querville est né à Tours (Indre-et-Loire) le 9 janvier 1903.

### Jeune officier de marine
Il entre à l'École navale en 1921. Il embarque ensuite sur le croiseur Strasbourg et participe en 1925 à la Campagne du Rif au Maroc. Enseigne de 1re classe en octobre 1925, il est breveté officier transmissions en mai 1926 et embarque sur le torpilleur Matelot Leblanc.
Affecté aux sous-marins à partir de 1927, il est à Madagascar en 1929. Il est promu lieutenant de vaisseau en mars 1930. En 1931, il est officier en second du sous-marin 600 tonnes l'  Aréthuse jusqu'en 1934. En août 1934, il commande un autre sous-marin de 600 tonnes, la Sirène, puis en 1936 un sous-marin de 1200 tonnes, le Souffleur, jusqu'en 1938.
L'année suivante, en Indochine, il est officier de liaison à Singapour auprès des Britanniques lors du début de la Seconde Guerre mondiale. Il y est encore lorsque survient l'armistice en mai 1940.

### Forces navales françaises libres
Décidant de continuer la lutte, Querville rejoint la Grande-Bretagne en septembre 1940. Promu capitaine de corvette, il est affecté à l'État-major des Forces navales françaises libres (FNFL), 2e bureau, à Londres.
En février 1941, il commande le sous-marin de 800 tonnes, la Junon. Il est promu capitaine de frégate le 1er juillet 1941. Le mois suivant, en août 1941, il commande la 1re Division de sous-marins des FNFL, composée de la Minerve, du Rubis et de la Junon. Il en fait « une formation d'élite ». 
La Junon, bâtiment chef de division, qu'il commande, continue « les missions les plus périlleuses ». Le sous-marin surveille les fjords sur les côtes de Norvège où se cachent souvent croiseurs et cuirassés allemands. Il attaque des bâtiments ennemis et transporte des résistants et des agents de renseignements, notamment le commando britannique et norvégien qu'il débarque dans un fjord pour détruire une usine d'eau lourde, en septembre 1942. L'opération est une réussite, Querville acquiert alors sa réputation de « spécialiste des missions difficiles ».
Fait Compagnon de la Libération le 12 janvier 1943, il est affecté à l'État-major particulier du général de Gaulle. Il devient membre du Conseil de l'Ordre de la Libération. Il commande encore la Junon pour une nouvelle mission en mars 1943, et effectue ensuite une mission à Alger.
En novembre 1943, il commande la frégate l'Aventure et de la 1re Division de frégates. À la tête de cette division, il participe au débarquement de Normandie en juin 1944, commandant les escorteurs du groupe de débarquement américain « Chama » sur Omaha Beach. Il escorte 102 convois alliés entre la Grande-Bretagne et la France. La nuit du 22 juin, le convoi qu'il escorte est attaqué à la torpille par une escadrille de Junkers 88. Querville riposte, abat un ou deux avions ennemis, les autres prennent la fuite. Il prend part ensuite au blocus des poches de l'Atlantique, toujours sur l'Aventure, jusqu'en avril 1945. Depuis 1939, il a navigué 34 mois en opérations.

### Après la Seconde Guerre mondiale
Après la guerre, Querville est nommé capitaine de vaisseau en juillet 1945. Il commande le croiseur Suffren. Pendant la guerre d'Indochine, il commande la Marine au Tonkin de 1948 à 1950. Il reçoit trois citations.
Promu contre-amiral, il est major général du port de Brest à partir de mars 1951. Il part de nouveau au Vietnam, où il commande la Division navale d'Extrême-Orient de juillet 1953 à avril 1954, puis le commandement de la Marine au Tonkin. Il fait l'objet de deux nouvelles citations. Il assume ce poste jusqu'en mars 1955.
Promu vice-amiral en 1956, Querville commande la Marine en Afrique centrale. Élevé au rang et appellation de vice-amiral d'escadre en 1959, il est désigné commandant en chef des Forces maritimes françaises en Méditerranée. Au « moment critique » du putsch des généraux, il prouve encore son « courage » et sa « présence d'esprit ». Il devient ensuite préfet maritime de la 4e Région en Algérie.
Inspecteur général de la Marine, il est élevé au rang et appellation d'amiral en octobre 1962. Peu après, il passe par anticipation dans la 2e section des officiers généraux.
L'amiral Jean Marie Querville meurt à Blois (Loir-et-Cher) le 30 décembre 1967. Ses obsèques sont célébrées dans l'église Saint-Nicolas de Blois. Il est inhumé au cimetière des Grouëts.

## Hommages

### Distinctions
Principales distinctions :
- Grand officier de la Légion d'honneur ;
- Compagnon de la Libération, par décret du 12 janvier 1943 ;
- Croix de guerre 1939-1945, avec six citations ;
- Croix de guerre des TOE, avec cinq citations ;
- Croix de la Valeur militaire avec palmes ;
- Distinguished Service Order (Royaume-Uni) ;
- Distinguished Service Cross (Royaume-Uni) ;
- Chevalier de l'ordre de Saint-Olaf (Norvège) ;
- Commandeur de l'Ordre de l'Étoile noire (Bénin) ;
- Officier de l'Ordre de l'Étoile d'Anjouan ;
- Grand officier de l'Ordre national du Viêt Nam.

### Autres hommages
À Tours, sa ville natale, la « place Amiral Querville » est nommée en son honneur.
À Blois, c'est la « rue de l'Amiral Querville » qui lui rend hommage.
La promotion 2018-2019 de la Préparation militaire supérieure état-Major de la Marine nationale prend pour nom de promotion « Querville ».